# Польська-Весь (Познанський повіт)
Польська-Весь (пол. Polska Wieś, нім. Forbach) — село в Польщі, у гміні Победзиська Познанського повіту Великопольського воєводства.
Населення — 30 осіб (2011).
У 1975-1998 роках село належало до Познанського воєводства.

## Демографія
Демографічна структура станом на 31 березня 2011 року:
|          | Загалом | Допрацездатний вік | Працездатний вік | Постпрацездатний вік |
| -------- | ------- | ------------------ | ---------------- | -------------------- |
| Чоловіки | 17      | 4                  | 10               | 3                    |
| Жінки    | 13      | 2                  | 7                | 4                    |
| Разом    | 30      | 6                  | 17               | 7                    |